# Ipatovo
Ipatovo (rusky Ипатово) je město ve Stavropolském kraji v Ruské federaci. Při sčítání lidu v roce 2010 mělo přes šestadvacet tisíc obyvatel.

## Poloha a doprava
Ipatovo leží na Severním Kavkaze západně od toku Kalausu, pravého přítoku Západního Manyče v povodí Donu. Od Stavropolu, správního střediska kraje, je vzdáleno přibližně 120 kilometrů severovýchodně.
Přes město prochází trať z Kropotkinu přes Světlograd do Elisty.

## Dějiny
V roce 1860 zde byla založena v tehdejší Stavropolské gubernii  vesnice osadníky přišlými z Voroněžské, Poltavské a Charkovské gubernie.
Původně se nazývala Čemrek, pravděpodobně po nogajském šlechtici. V roce 1880 byla přejmenována na Vinodělnoje (Винодельное), pravděpodobně v souvislosti se zdejšími vinnými sklepy. K dalšímu přejmenování došlo v roce 1935, kdy bylo město přejmenováno k poctě Pjotra Maximoviče Ipatova, rudoarmějce padlého v ruské občanské válce.
Od roku 1979 je Ipatovo městem.